# Isabella Arcila
Isabella Arcila (ur. 11 marca 1994 w Cali) – kolumbijska pływaczka. Arcila przepłynęła 50 m stylem dowolnym na Letnich Igrzyskach Olimpijskich 2016.